# Kostel svatého Bartoloměje (Chrtníč)
Kostel svatého Bartoloměje je římskokatolický chrám v obci Chrtníč v okrese Havlíčkův Brod. Je filiálním kostelem římskokatolické farnosti Habry.

## Historie
Kostel v bývalé vsi Radinov byl kolem roku 1250 zasvěcen svatému Bartoloměji. V roce 1350 je uváděn jako farní kostel. Vesnice Radinov zanikla v průběhu husitských válek a do dnešní doby se z ní dochoval pouze kostel svatého Bartoloměje s přilehlým hřbitovem a později založený hospodářský dvůr.